# Hipocelómetro

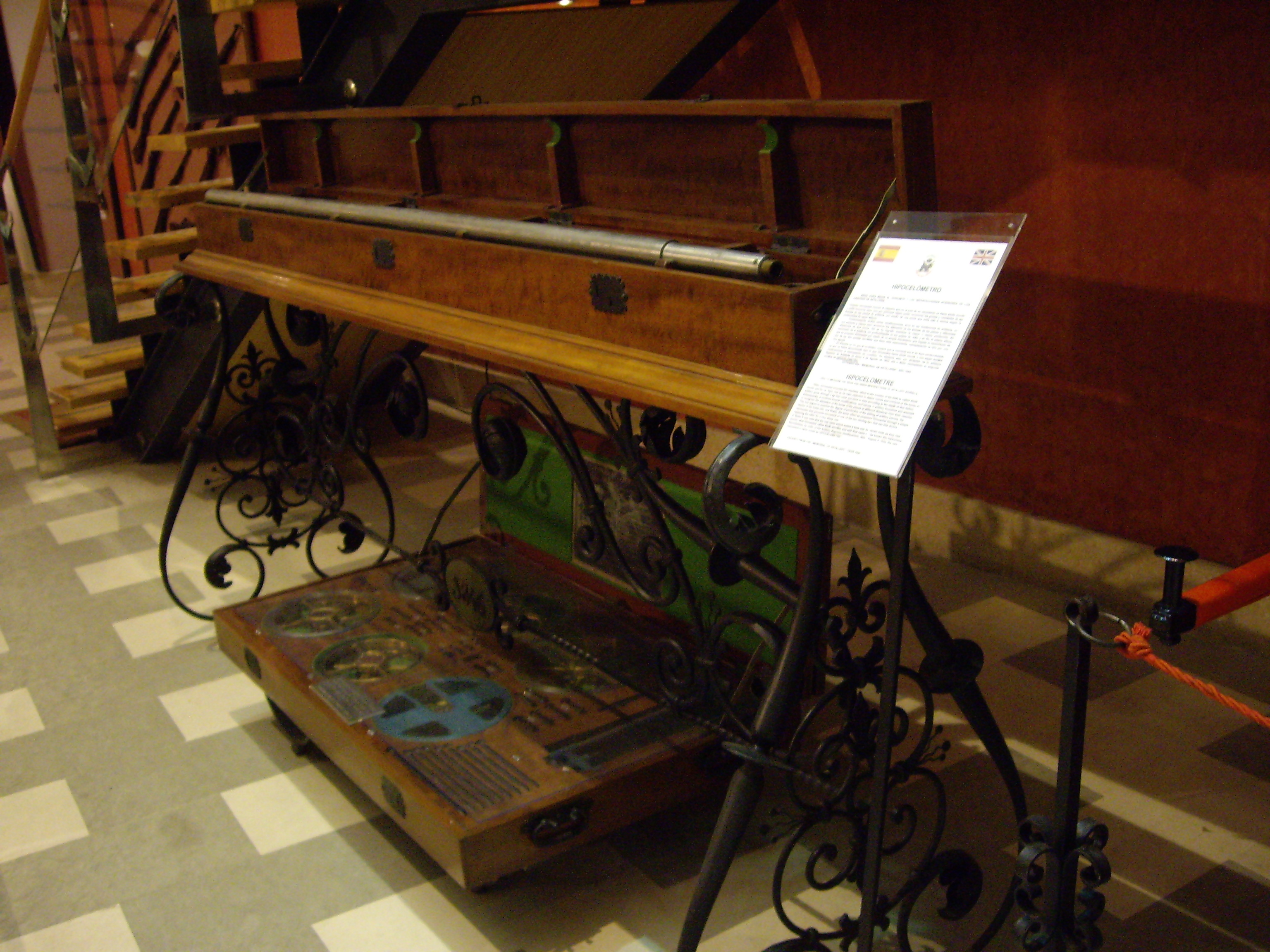
Hipocelómetro en el Museo Histórico Militar de Sevilla, en España

El hipocelómetro, topo o estrella movible era un instrumento utilizado para reconocer la artillería.
Consiste en un tubo de latón de varias piezas en cuyo interior juega una barra de hierro de igual número de piezas que tiene unidos en uno de sus estreñios dos planos inclinados, de una base común y de igual altura. El tubo tiene en un extremo una cabeza o caja perpendicular a él en la que hay cuatro puntas de quita y pon. Puestas las puntas correspondientes al calibre de la pieza que se quiere reconocer y arreglado el largo del tubo a la longitud de ella añadiendo o quitando pedazos, se van midiendo los diámetros del ánima lo cual se verifica empujando una barreta que tiene el aparato que hace adelantar el doble plano inclinado moviendo los cilindros y haciendo salir las puntas fijas en ellos.